# Repubblica di Transbolaqia
La Repubblica di Transbolaqia (Bolaq artı Respublikasi/Забулачная республика) fu una repubblica proclamata a Kazan il 1° marzo 1918 dall'unione tra Repubblica dell'Idel-Ural e alcuni territori non musulmani (Ciuvascia, Udmurtia, Mari e Mordovia) all'atto della dichiarazione di indipendenza dalla Russia bolscevica.

## Storia
Nel febbraio 1918 a Orenburg i bolscevichi si ribellarono e rovesciarono le autorità locali della Repubblica dell'Idel-Ural (di cui Orenburg era allora capitale). Il suo capo Bikbavoghlu Yunus e altri membri del governo sono riusciti a fuggire a Kazan da Sadrí Maqsudí Arsal. La fazione antibolscevica del secondo Congresso musulmano di tutte le Russie proclamò così la Repubblica di Transbolaqia, il 1° marzo 1918. La bandiera utilizzata era verde con la mezzaluna gialla ma non risulta che fosse quella ufficiale della repubblica. È stata utilizzata anche una bandiera religiosa bianca con una mezzaluna dorata e una stella.
Il 28 marzo i territori della Repubblica furono però conquistati dalla Legione ceca (allora alleata ai bolscevichi) e divennero Repubblica Sovietica di Transbolaqia. Quando nell'estate 1918 la Legione ceca passò dalla parte dei bianchi, si tentò di rifondare la Repubblica. Fu organizzato un esercito baschiro sotto il comando del generale Ikhbulatov. Fu chiesto aiuto a Kolčak (21 novembre 1918), che tre giorni prima aveva assunto la dittatura in Siberia. Kolchak dichiarò invece abolita l'autonomia dei baschiri e di tutti i territori sotto di lui, il che indusse questo popolo e i suoi leader ad allearsi con i bolscevichi. Nel 1919 il capo dell'esercito baschiro, Validov, firmò un trattato di pace con i bolscevichi (19 febbraio 1919) che portò all'accordo (20 marzo 1919) e alla proclamazione della Repubblica Socialista Sovietica Autonoma di Baschiria il 22 marzo 1919. L'Armata Rossa, alleata dei Baschiri, occupò i territori della Repubblica di Transbolaqia il 29 marzo 1919.